# Buchhofen
Buchhofen – miejscowość i gmina w Niemczech, w kraju związkowym Bawaria, w rejencji Dolna Bawaria, w regionie Donau-Wald, w powiecie Deggendorf, wchodzi w skład wspólnoty administracyjnej Moos. Leży około 15 km na południe od Deggendorfu.

## Dzielnice
W skład gminy wchodzą dwie dzielnice: Buchhofen, Ottmaring.

## Demografia
| Rok  | Liczba mieszkańców |
| ---- | ------------------ |
| 1970 | 877                |
| 1987 | 926                |
| 2000 | 954                |
| 2005 | 980                |
| 2008 | 945                |

### Struktura wiekowa
Dane o ludności z 31 grudnia 2008:
| Opis                                | Ogółem | Ogółem | Kobiety | Kobiety | Mężczyźni | Mężczyźni |
| ----------------------------------- | ------ | ------ | ------- | ------- | --------- | --------- |
| Jednostka                           | osób   | %      | osób    | %       | osób      | %         |
| Populacja                           | 945    | 100    | 476     | 50,37   | 469       | 49,63     |
| Wiek przedprodukcyjny (0–17 lat)    | 187    | 19,79  | 93      | 9,84    | 94        | 9,95      |
| Wiek produkcyjny (18–65 lat)        | 602    | 63,7   | 296     | 31,32   | 306       | 32,38     |
| Wiek poprodukcyjny (powyżej 65 lat) | 156    | 16,51  | 87      | 9,21    | 69        | 7,3       |

## Polityka
Wójtem gminy jest Ludwig Geiger, rada gminy składa się z 8 osób.
|      | CSU/FWU | Razem |
| 2008 | 8       | 8     |
| 2002 | 8       | 8     |

## Oświata
W gminie znajduje się szkoła podstawowa (5 nauczycieli, 80 uczniów).